# Ministerio de Economía de Lituania

Ministerio de Economía de Lituania

El Ministerio de Economía de Lituania (en lituano: Lietuvos Respublikos ukio ministerija) es un departamento del Gobierno de la República de Lituania. Sus operaciones son autorizadas por la Constitución de Lituania, sus decretos emitidos por el Presidente y el primer ministro, y las leyes aprobadas por el Seimas (Parlament). Su misión es desarrollar el entorno jurídico y positivo, para garantizar el bienestar público y el trabajo.
El Ministerio de Economía es responsable de los asuntos de gobierno a las siguientes áreas: fomento de la actividad empresarial, la exportación, la innovación, las empresas de propiedad estatal (EPE), el apoyo de la Unión Europea a las empresas, la contratación pública y el turismo.

## Ministros
- 2008-2011: Dainius Kreivys
- 2011-2012: Rimantas Žylius
- 2012-2013: Birutė Vėsaitė
- 2013-2017: Evaldas Gustas
- 2017-2019: Virginijus Sinkevičius
- 2019-2020: Žygimantas Vaičiūnas (interina)
- 2020: Rimantas Sinkevičius
- 2020-act.: Aušrinė Armonaitė